# (3902) Yoritomo
(3902) Yoritomo es un asteroide que forma parte del cinturón exterior de asteroides y fue descubierto por Takeshi Urata y Shigeru Inoda el 14 de enero de 1986 desde Karasuyama, Japón.

## Designación y nombre
Yoritomo fue designado inicialmente como 1986 AL.
Más adelante, en 1992, se nombró en honor del militar japonés Minamoto no Yoritomo (1147-1199).

## Características orbitales
Yoritomo orbita a una distancia media del Sol de 3,231 ua, pudiendo acercarse hasta 3,022 ua y alejarse hasta 3,44 ua. Su excentricidad es 0,06459 y la inclinación orbital 15,57 grados. Emplea en completar una órbita alrededor del Sol 2121 días.

## Características físicas
La magnitud absoluta de Yoritomo es 11,4. Tiene un diámetro de 27,78 km y se estima su albedo en 0,0631.